# Alsophila polystichoides
Alsophila polystichoides là một loài thực vật có mạch trong họ Cyatheaceae. Loài này được H. Christ mô tả khoa học đầu tiên năm 1896.